# Conflit territorial de Caledonia
Le conflit territorial de Caledonia est une crise politique qui oppose la Réserve des Six Nations et l'État ontarien depuis le 28 février 2006 au Canada. Elle a lieu à Caledonia, dans le comté d'Haldimand, près de Hamilton.